# 大島みなみ
大島 みなみ（おおしま みなみ、1991年8月15日 - ）は、日本の元AV女優。
身長:151cm。スリーサイズ:B85(D)・W57・H82cm。

## 略歴・人物
2010年にデビューしたロリ系AV女優である。所属事務所はアロハプロモーション。
2011年7月17日の公式ブログで、学業との両立の難しさから同月14日の撮影現場をもって引退したことを発表した。

## 出演作品

### イメージビデオ
- Chemical Pictures（2010年11月30日、INTEC Inc）※「藤浦みか」名義
- DEEP IMPACT（2012年7月31日、INTEC Inc）

### アダルトビデオ
2010年
- 制服美少女と性交（11月5日、ドリームチケット）
- 育成日記 妹の美乳 7（11月15日、ケートライブ）
- いもうとLOVE 17（12月15日、ケートライブ）
- ウブな素人お嬢さん 1（12月21日、コージィ）
- 催眠中毒 女子校生 みなみ1●才（12月31日、催眠研究所）

2011年
- 禁断の罠 2（1月7日、アウダースジャパン）共演:早乙女ルイ、鈴木ありす、野中あんり
- DOKIレズ 53（1月7日、アウダースジャパン）共演:野中あんり 他出演:早乙女ルイ、鈴木ありす
- 近親*姉妹レズ vol.4 -禁断のメヌエット-（1月13日、U&K）共演:鈴木ありす
- いいなり女子校生（1月13日、隼エージェンシー）
- あかね（1月13日、無垢）※「あかね」名義
- 制服とスク水とブルマと手コキ（1月21日、Sex Agent）他出演:星乃せあら、加藤なつみ、大堀香奈、このは、つくし、麻倉みう
- バレた時にちゃんとしてくれればいいよ。（1月28日、バルタン）
- 「間違えたフリして女性専用車両に乗り込んだら車両で一番小柄な（女子大生/OL/女子校生）に見つめられながらヤられた」 VOL.1（2月5日、DANDY）他出演:滝沢りえ、愛原つばさ、皆瀬ふう花 ほか
- 誰も知らない 4（2月19日、V&Rプロダクツ）
- こだわりの手コキ 4時間SP 35人のハンドメイド（2月25日、隼エージェンシー）他出演:HARUKI、かなた美緒、愛海、愛沢るな、茜笑美、伊波弥生、加藤なつみ、河純ひなみ、橘ひなた、高城ゆい、佐々木四季、佐伯つばさ、笹木みなみ、柴崎みく、小峰ひなた、松浦あいり、松尾智香、神崎ルナ、水澤りの、瀬戸みずほ、青木琴音、倉谷果歩、大堀香奈、竹内結、椿まひる、藤原ひとみ、美咲結衣、美夕、姫村なみ、武藤クレア、楓乃々花、北川瞳、梨杏、春咲あずみ
- いとこ風呂 23（2月25日、JUMP）他出演:つくし ほか
- トップブリーダーが推奨する!! 血統書付き ちびっ子フェラ犬(ドッグ) 2（2月25日、JUMP）他出演:あすかみみ、坂本愛海 ほか
- ドスケベロリータ（2月28日、メディア総販ソレイル）
- 催眠愛玩 1号ミナミ（2月28日、催眠研究所）
- ロリータ性感オイルエステ 4（3月5日、アイエナジー）他出演:このは ほか
- 最近のうぶ学生の間で［ちょっとエッチなお医者さんごっこ］が密かに流行っているらしいので、放課後に公園で1人で遊んでいる女の子に声を掛けたら、興味津々で何の疑いも無くお医者さんごっこができた!（3月5日、Hunter）他出演:このは、楓乃々花、上田結舞、河愛杏里 ほか
- 無垢ナ女子高生限定ソープランド あかね 2（3月13日、無垢）※「あかね」名義
- 手を使わずお口だけで連続射精 よつんばいフェラ 2 （3月18日、セックスエージェント）オムニバス作品 他出演:大堀香奈、有村千佳、長谷川しずく、霜月るな、百花エミリ
- フェラコレ 女子校生編 4（3月25日、隼エージェンシー）他出演:葵ちひろ、皆瀬ふう花、真中ありす、長谷川夢、宮野麻奈果、北川瞳、来栖あさみ、今井かのん、笹木みなみ、弘前亮子、美咲結衣、羽月希、平山薫、可愛りん、桐生さくら、春咲あずみ、小泉ちなつ
- 素人SEX 女子校生 美尻みなみ（3月25日、SWEET GILE）
- 妹の成熟がとまらない!! 〜近親相姦〜 もう処女じゃないもん（4月1日、h.m.p）
- 淫尻授業（4月15日、NEEDS）
- 女子校生の巨尻ディルドオナニー（4月15日、OFFICE K'S）他出演:しずく、木村かれん、鈴木ありす、麻生ユリ
- ご奉仕ナースの汚ちんぽ掃除（4月15日、OFFICE K'S）他出演:松すみれ、桐原あずさ、本田わかな、夕陽あかね、大堀香奈、倉科さやか
- コスプレみるきぃ コスプレ美少女と性交 ミナミ（5月7日、みるきぃぷりん♪）
- スケベな親子がエッチなゲーム一転知らずに近親相姦 父親なら娘の裸当ててみて! 〜見て、触って、ハメて、父親はカラダのパーツだけで自分の娘がわかるかな!?〜 パート5 美人女子大生スペシャル（5月7日、ROCKET）共演:星野りか、瀬戸ひまり、優花めぐみ、倖田李梨
- Taylor Girl（5月7日、色眼鏡）
- タノシイセックス 〜素人セーラー服援交〜（5月13日、U&K）
- 女子校生お掃除フェラ（5月13日、東京マニGUN'S）他出演:南あおい、純名もも、三井レミ、今野梨乃、若月ゆうな、このは
- アナタの目を見つめながら、舐めまわしカラミついてヌルリと口に含む濃厚フェラチオ Vol.3 ジッと見つめてイカせてあげる（5月13日、東京マニGUN'S）他出演:大堀香奈、水井はるか、本田わかな、桜井つばさ、松すみれ、篠原奈美、水玉レモン、中村綾乃
- 爆音フェラ 2（5月20日、OFFICE K'S）他出演:榊なち、木村かれん、和葉みれい、鈴木ありす
- ママと乗車 ロリータ密着痴漢バス 気持ちは拒絶、カラダは反応（5月20日、ピーターズMAX）他出演:大堀香奈、つぼみ ほか
- 素人援交生中出し 110（5月31日、プラム）
- クレーム対応に来た女は「断らない」から絶対ヤレる! パート8（6月4日、アイエナジー）他出演:鈴木ありす、茜笑美 ほか
- うぶな1年生卓球少女が大人になった初めての合宿（6月4日、Hunterr）共演:羽田桃子、愛川まな ほか
- ブルマ尻コキ女子校生 3（6月17日、Sex Agent）他出演:前田陽菜、椎名みくる、野高ゆめ、三橋ひより
- 唾液愛液精液まみれ おやじと娘 2（6月25日、ながえスタイル）他出演:夏川未来、三村紗枝
- 部活系女子校生れず（7月1日、U&K）共演:鈴木ありす　他出演:奥井レナ、石本舞、小咲みちる、あいみ、早乙女ルイ、村上涼子
- ムレムレブルマバス 3（7月7日、ディープス）共演:早乙女らぶ、前田陽菜、辻本りょう、つくし、皐月りぼん ほか
- コスプレ少女 まじかる☆マジック（7月8日、TMA）他出演:つぼみ、京野ななか、雛木あんず
- Jr.AV女優3人組!! 通勤通学満員バスに潜り込んでママには内緒のイタズラごっこ（7月21日、SODクリエイト）共演:早乙女らぶ、このは
- 白ロリ YOUR DOLLS イタズラされたいお人形願望（8月12日、TMA）他出演:つぼみ、京野ななか、雛木あんず
- 甘え上手な痴女（8月25日、隼エージェンシー）他出演:井川あいな、菅野由紀、長谷川聖那、鈴木ありす
- いいなり女子校生に犯りたい放題 2（8月25日、隼エージェンシー）他出演:青木琴音、加藤なつみ、藤原ひとみ、葵ちひろ
- 非日常（8月26日、TMA）共演:野中あんり、七咲楓花、栗林里莉
- ロリっ娘レズビアン（8月26日、LEADIES♀ROOM）共演:鈴木ありす　他出演:つくし、しずく、小咲みちる、鈴木なつ、あいり、加藤はるな、つぼみ、石本舞
- 意気地なしの僕でも強姦されボロボロになった女の子なら優しくしただけでヤレそうな気がしたので、片っ端からレイプスポットでレイプを覗き見し、強姦魔たちが去ったのを確認してから被害者女性に声をかけたら案の定、ヤレた! 2（9月8日、Hunter）他出演:美咲結衣、瑠菜、愛川まな、羽田桃子
- 美少女制服レズ日記 5（9月20日、ピーターズ）共演:大堀香奈
- 汚されたJr.アイドル 実録！芸能界の闇取引（10月25日、the WoRLd）
- 実の妹とSEX温泉旅行（11月1日、ワンズファクトリー）
- 僕の義理の妹、姉、娘はお口を使ってザーメンを抜いてくれる（11月25日、隼エージェンシー）他出演:長澤あずさ、竹内りな、あすかみみ、しずく、まりか、横山みれい、河瀬リナ、宮村恋、高橋怜奈、高沢沙耶、国分佐知、小坂めぐる、小倉もも、小島優花、松井めぐみ、水嶋あい、星野あいか、浅見友紀、早坂愛梨、大堀香奈、桃井早苗、藤原ひとみ、牧野絵里、堀口奈津美、優希みく、陽菜、結城みさ
- 田舎に遊びにきた姪っ子を羞恥露出で調教。 vol.11（12月2日、ワカメ観光）
- 超・萌フェラ（12月16日、SEX Agent）他出演:葵まりあ、鈴木なつ、舞野まや、小林麻里

2012年
- レズで濡れた女子校生たち（6月22日、LADIES♀ROOM）共演:鈴木ありす　他出演:前田陽菜、篠原友里恵、佐伯奈々、星川はな、川上ゆう、美咲結衣、飯島くらら、桜井エミリ
- 手こき発射SP マッサージ&ディープキッスたっぷり20人×20発（11月25日、隼エージェンシー）他出演:川上ゆう、宮坂レイア、すずきりりか、桜りお、友田彩也香、藤原ひとみ、安田沙耶、大堀香奈、大城かえで、遥めぐみ、瀬戸ひまり、夏希アンジュ、及川はるな、葵なつ、杏子ゆう、相島奈央、間宮ココ、あきな、原望美
- 異様に気持ちいい ち●こ弄りとま●こ弄り 〜相互愛撫手コキで快楽の坩堝へ〜（12月21日、SEX Agent）他出演:AIKA、早乙女ルイ、石倉えいみ、結月小春

### アダルトサイト
- オオシマミナミ 桃色 3 （2010年12月11日、色眼鏡）